# Xã Elkton, Quận Clay, Minnesota
Xã Elkton (tiếng Anh: Elkton Township) là một xã thuộc quận Clay, tiểu bang Minnesota, Hoa Kỳ. Năm 2010, dân số của xã này là 308 người.